# Racetrack memory
Racetrack memory is een term voor experimentele dataopslag die geen bewegende delen kent. Deze dataopslag wordt ontwikkeld door IBM. Het ontwikkelingsproces gebeurt in het Almaden Reseach Center door een team dat geleid wordt door Stuart Parkin en deels door andere teams. Begin 2008 werd een 3-bitversie succesvol gedemonstreerd.

## De techniek
IBM's versie van racetrack memory bestaat uit een U-vormige nanodraad waarlangs magnetische velden worden aangestuurd. Wanneer de spanning zich langs de draad beweegt, bewegen ook de magnetische domeinen over de schrijfkop, die zich onder de U-vormige nanodraad bevindt. Hiermee is het mogelijk om de domeinen te veranderen zodat deze patronen bestaande uit bits kunnen opnemen. De opslagunit die met deze techniek zal worden vormgegeven, zal bestaan uit meerdere van zulke U-vormige draden en lees- en schrijfelementen.

## Vergelijking met flashmemory
De theoretische dichtheid van racetrack memory is vele malen hoger dan bij vergelijkbare apparaten, zoals Flash-RAM, en schattingen suggereren dat het maximum ligt tussen 10 en 100 malen boven dat van de beste Flash dataopslag.
Flash dataopslag wordt al geproduceerd met de nieuwste 45-nm-technieken. De nieuwste problemen die men tegenkomt, suggereren dat het terugdringen van nanometers tot 30 nm ervoor zorgt dat het de limiet van de opslag reduceert. Racetrack is niet veel kleiner, de draden zijn ongeveer 5 tot 10 nm qua omtrek, maar door ze verticaal te positioneren, is er geen sprake van tweedimensionale opslag maar van driedimensionale opslag. Dus wordt de opslagdichtheid hoger.
Daarbij komt er ook dat Flash een hogere spanning vereist om een cel te resetten om het weer te beschrijven. Het opslagapparaat, bekend als de opslagpomp, moet dus die spanning produceren en dit neemt tijd in beslag. Dit beperkt de schrijfsnelheden van Flash in vergelijking met de leessnelheden tot duizend maal. Daarbij beperken deze factoren het gebruik van Flash in veel applicaties. Daarbij komt er ook nog bij dat het sturen van hoge spanningen in de cellen mechanische slijtage veroorzaakt. Dit verkort de levensduur tot 10 000 tot 100 000 schrijfbewerkingen. Flash-opslagapparaten gebruiken een variatie van technieken om te vermijden dat er naar dezelfde cellen data wordt geschreven. Hiermee wordt de levensduur verhoogd.
Racetrack memory heeft geen van deze problemen. Lezen en schrijven gebeuren erg symmetrisch en dit wordt voornamelijk beperkt door de tijd die er nodig is om een magnetisch patroon te bewegen over de lees- en schrijfkoppen.

## Ontwikkelingsmoeilijkheden
Een van de beperkingen in de eerste fases van de ontwikkeling was dat magnetische domeinen alleen langzaam over de draden bewogen konden worden. Dit vereiste dat spanningen moesten worden opgewekt in microseconden. Dit kwam als een onverwachte tegenslag, waardoor de prestaties die van harde schijven benaderen, maar niet er boven. Dus duizendmaal zo langzaam als was voorzien. Recent onderzoek aan de Universiteit van Hamburg heeft uitgewezen dat dit probleem te traceren is naar microscopische imperfecties in de kristalstructuur van de draden. Dit leidde ertoe dat de magnetische domeinen werden afgeremd door deze imperfecties. Door het gebruik van een sterke microscoop kwam men erachter, dat als deze imperfecties niet aanwezig zouden zijn, de spanningen de domeinen in een paar nanoseconden te bewegen zouden zijn. Dit correspondeert met de macroscopische snelheid van ongeveer 100 meter per seconde.